# الباتشاتا (الرقص)
رقص الباتشاتا Bachata dance هو أسلوب للرقص الاجتماعي في جمهورية الدومينيكان ويتم رقصه الآن في جميع أنحاء العالم. وهو متصل بموسيقى الباتشاتا.

## الوصف
الباتشاتا هي رقصة ثنائية اجتماعية مع قيادة ومتابعة يمكن القيام بها في وضع مفتوح أو شبه مغلق أو مغلق. تتضمن الخطوة الأساسية حركة من ثمانية أرقام متتابعة، مع العديد من الاختلافات والأنماط التي يمكن إضافتها. في التهمتين 4 و8، تتضمن الباتشاتا فحص مبالغ فيه للورك يمنحها مظهر مميز ويميزها عن رقصة بوليرو الاسبانية أو رقص الابن.  الأعداد من 1 إلى 3 تتحرك إلى يسار القائد، بداية بالقدم اليسرى، والأعداد من 5 إلى 7 تتحرك إلى يمين القائد، بداية بالقدم اليمنى. يمكن إجراء فحص الورك كنقرة أو رفع طفيف للقدم للمبتدئين.  يمكن أن يشتمل تسلسل الرقص الأساسي على الانعطاف وحركة اليد من رقصات القاعة الأخرى مثل رقصة السالسا أو رقصة التشاتشا. 

## المتغيرات

### التقليدية الغربية
في نهايات التسعينيات، بدأ الراقصون ومدارس الرقص والمتدربون في العالم الغربي باستخدام النمط الجانبي بدلاً من الخطوات الصندوقية. تتحرك الخطوات الأساسية لهذا النمط الجانبي، مع تغيير الاتجاه بعد كل نقرة. خصائص رقص مدرسة الرقص "المبكر" هذه هي الارتباط الوثيق بين الراقصين، وحركات الورك الناعمة، والنقر بفرقعة صغيرة على الورك في الخطوة الرابعة (1، 2، 3، النقر/الورك)، ولا تشمل العديد من الرقصات المنعطفات / الأرقام. معظم التصميم في هذه الرقصة مأخوذ من رقص القاعة ويشيع استخدام حركات العرض مثل الانخفاضات. كانت هذه أول رقصة جديدة على موسيقى الباتشاتا التي انتشرت في مدارس الرقص خارج جمهورية الدومينيكان

### الرقص الاحساسي
تم إنشاء أسلوب الرقص الحسي في مدينة قادس، احد اقالين الأندلس في إسبانيا، على يد كوركي إسكالونا وجوديث كورديرو.    

### أنماط أخرى
ظهرت رقصات غربية أخرى من الرقص الاصلي، ابتكرها مدرسون مختلفون حول العالم، ولكل منها ذوقها المميز. ما إذا كانت هذه تعتبر أنماط مختلفة تمام أو مجرد اختلافات في الأنماط الرئيسية المذكورة أعلاه غالبًا ما يناقشها المعلمون والطلاب على حدٍ سواء.

## الملاحظات
1. 1 2  Sellers 2014.
2. ↑  Sowell 2014.
3. ↑  "Bailarines y maestros internacionales de bachata en Comodoro". Diariocronica.com.ar. مؤرشف من الأصل في 2016-03-05. اطلع عليه بتاريخ 2015-09-20.
4. ↑  "Cádiz, escaparate de la Bachata en el campeonato internacional". Diariodecadiz.es. 27 أكتوبر 2012. مؤرشف من الأصل في 2023-04-18. اطلع عليه بتاريخ 2015-09-20.
5. ↑  "Soñar con los pies". Diariodecadiz.es. 10 أغسطس 2011. مؤرشف من الأصل في 2023-04-18. اطلع عليه بتاريخ 2015-09-20.
6. ↑  "Salsa Liveband auf der Salsanight im G6 |". Neumarkt-tv.de. مؤرشف من الأصل في 2016-03-04. اطلع عليه بتاريخ 2015-09-20.
7. ↑  Cornel and Rithika | Bachata Sensual | How Long - Charlie Puth | Dj Selphi mix ft Camilo Bass، مؤرشف من الأصل في 2025-01-14، اطلع عليه بتاريخ 2024-01-27

## الروابط الخارجية
- خطوات رقص الباتشاتا الأساسية مع فيديوهات توضيحية
- موقع إلكتروني عن الباتشاتا الأصلية مع وصف تفصيلي ومقاطع فيديو توضيحية
- قائمة مهرجانات الرقص اللاتيني والرقص الباتشاتا في جميع أنحاء العالم نسخة محفوظة 1 July 2014 على موقع واي باك مشين.